# أسوان الجديدة
أسوان الجديدة هي مدينة مصرية جديدة من مدن الجيل الثالث، تقع في محافظة أسوان، وتتبع إدارياً لهيئة المجتمعات العمرانية الجديدة، أُنشئت بقرار رئيس جمهورية مصر العربية رقم 96 لسنة 1999، وفي 28 ديسمبر 2021، شهد افتتاحها الرئيس عبد الفتاح السيسي وتفقّد منطقة كورنيش المدينة ومنطقة الإسكان والفيلات. تقع المدينة على الضفة الغربية لنهر النيل، وتبعد عن مدينة أسوان الحالية مسافة 12 كيلومتر.

## المخطط العام
تبلغ إجمالي مساحة المدينة حوالي 22,389 فدان، تنقسم المدينة إلى مناطق سكنية، ومناطق خدمية، مناطق ترفيهية، ورياضية، وسياحية، يُخصص 596 فدان من المساحة الكلية إلى الخدمات، والترفيه، والمساحات الخضراء. ويتكون المخطط العام للمدينة مما يلي:
- الحي الأول (مدرسة اللغات، الحديقة، مسجد بئر العبد)
- الحي الثاني (كلية البنات الإسلامية التابعة لجامعة الأزهر، بنك ناصر، مدرسة النيل، المعهد الأزهري، مبنى مجمع مصالح حكومية)
- الحي الثالث (جامعة أسوان، نادي سيتي كلوب أسوان ، مدرسة رياض الأطفال، الجامعة المصرية الكندية، كليات ومدينة جامعية تابعة لجامعة الأزهر الشريف، مبنى الموقف الإقليمي، المستشفى الجامعي)
- الحي الرابع (مدرسة تعليم أساسي، عمارات إسكان إجتماعي)
- الحي السياحي (البنك الأهلي، بنك مصر، أكوا بارك، المول التجاري، بنك التعمير والإسكان)
- كورنيش النيل (حديقة نيلية بطول 6 كم، بازرات سياحية ومحلات تجارية وكافيهات ومناطق خضراء ومراسي سياحية ومناطق ألعاب أطفال ومسارات حركة للمشاة وبرجولات خشبية وأماكن انتظار السيارات).

## الخدمات
يوجد بالمدينة 43 مبنى خدمي منها عدد 6 حضانة للأطفال ومدرسة تعليم أساسي، بالإضافة إلى 4 ملاعب كرة خماسي ومركز تنمية رياضية وعدد (2) وحدة صحية ومبنى إسعاف وعدد (5) سوق تجاري ومبنى مؤقت لجهاز المدينة وبوابة المدينة ومركز صحي ومبنى للبريد ومسجد 100 مصلى ونقطة شرطة ووحدة إطفاء ومبنى وحدة مرور أسوان و (3) مدارس للتعليم الأساسي ومدرسة ثانوي تضم (19) فصل دراسياً ومركز صحي حضري وبعدد (8) مراكز تجارية نماذج مصغرة يضم كل منها (3) محلات ومبنى إداري لجهاز المدينة ونادي مدينة أسوان الجديدة ومستشفى جامعي يضم (158) سريراً ومجمع  للمعاهد الأزهرية وحديقة بالحي الأول. ومديرية أمن أسوان الجديدة على مساحة مساحة 25000 م2.

### الصحة
- مستشفى الكلي أسوان الجديدة الجامعي كلٌف رئيس مجلس الوزراء بتحويلها إلى مستشفى جامعي متخصص في الكلي وجراحة المسالك البولية تابعة لجامعة أسوان بعد الانتهاء من تنفيذها بمدينة أسوان الجديدة، بطاقة 158 سريرا.[12] والمستشفى يتم إنشاؤه بتكلفة 160 مليون جنيه وطاقة المستشفى 158 سرير وذلك على مساحة 5 أفدنة.[13]

- مستشفى اليوم الواحد بأسوان الجديدة تضم المستشفى العديد من الأقسام وغرفة مجهزة لإجراء العمليات الجراحية الخفيفة والسريعة، ويوجد بمستشفى اليوم الواحد معمل أشعة وتحاليل وغرف إفاقة وإستضافة للمرضى عقب الجراحات الخفيفة.[14] والمستشفى تم نقل أصوله من جهاز مدينة أسوان الجديدة إلى الجامعة ويتكون من دور أرضى وطابقين ويضم 28 غرفة ويحتوي مركزاً للأبحاث الطبية المتقدمة وعيادات لليوم الواحد في تخصصات الباطنة والأطفال والنساء والتوليد وغيرها.[15]

### التعليم
- جامعة أسوان تقع في الحي الثالث بمدينة أسوان الجديدة علي مساحة 98.5 فدان. ويضم 9 مباني تحتوي كلية الآداب والحقوق ودار العلوم والتمريض والطب والسياحة والفنادق والألسن والاثار والتجارة وطب الأسنان والمنشآت الطبية الجامعية والمراكز الطبية المتخصصة بأسوان الجديدة والتي جاري تنفيذها. كذلك مجمع المدرجات الأول والثانى حيث أقيم كل مدرج على مساحة 3 آلاف متر مسطح ويضم دور أرضى وأول ويستوعب كل منهما 700 طالب وطالبة ومجهز بأحدث الأنظمة التكنولوجية في الصوتيات والإضاءة.
- جامعة الأزهر تم تخصيص 17 فدانًا لصالح جامعة الأزهر لإقامة فرع للجامعة بالمدينة وتم البدء في بناء كليتين جديدتين وبناء مدينة جامعية طلابية بجانب تأسيس ملاعب رياضية.[16]
- الجامعة الكندية تم تخصيص مساحة 17 فدانًا في الحي الثالث لإقامة فرع للجامعة الكندية بالمدينة.
- مدارس النيل المصرية الدولية التي تمثل نموذجاً متميزاً لتحسين مستوى وجودة التعليم بإستخدام الطرق والأساليب التكنولوجية الحديثة بهدف خلق جيل قادر على التعامل مع معطيات العصر، ويتواكب مع التطور العلمى والتكنولوجى المستقبلى.[17]

### الرياضة والترفيه
- أكوا بارك هي ملاهي للألعاب المائية على مساحة حوالي 5 أفدنة، وتضم 4 ألعاب مائية هي وتر هاوس وبحر الأمواج ولعبة ريمبو وتشمل 3 ألعاب مائية ولعبة بوم رينج، مكان لإقامة كافتيريا، و 3 أماكن لمشروعات الأكلات السريعة، فندق سياحي، ومول تجاري.[18]

- الممشى السياحي يطل على نهر النيل، والذي يتكون من الجزء الشمالي بطول 1800 متر، والجزء الجنوبي بطول 4200 متر، ويشتمل على محال، ومطاعم، ومرسى نهري، ومشايات، ومقاعد للمواطنين، وكذا قرية نوبية تضم محال ومطاعم وكافيهات على الطراز النوبي، وجاري الإعداد للبدء في تنفيذ منطقة المارينا -إحدى مناطق الممشى- بطول 1850 متراً، وبها عدد من الشاليهات.[19]

- المسرح المكشوف على مساحة 5.5 فدان، ويتسع لـ3 آلاف متفرج بإطلالة بانورامية على نهر النيل، ويتصل بالحديقة الشاطئية عن طريق كوبري مشاة، بجانب الكوبري الجاري تنفيذه لربط المسرح بمنطقة الفيلات.[19]
- نادي سيتي كلوب أسوان النادي الرياضي المُقام على مساحة 14 فدانا، بتكلفة تصل إلى نحو 55 مليون جنيه ويضم نادٍ رياضي، وآخر اجتماعي، وملاعب رياضية، وحمام سباحة، وصالة ألعاب، ومسجد.[20][21][21]

## البنية التحتية

### الطرق والمواصلات
- يوجد بالمدينة شبكات طرق بطول حوالي 76 كم، وجاري أعمال طرق طبقة أساس (التربة الزلطية) والطبقة الأسفلتية – بلاطات خرسانية لمنطقة (150) فدان.

### مياه الشرب والصرف الصحي
- يوجد بالمدينة محطة المياه بتكلفة 120 مليون بطاقة 25 ألف م3/ يوم، والمرحلة الثانية لمحطة المياه بتكلفة 168 مليوناً بطاقة 25 ألف م3/يوم لتصبح الطاقة الكلية للمحطة 50 ألف م3 /يوم ومحطة المعالجة بطاقة 20 ألف م3/يوم كمرحلة أولى، وشبكات الصرف الصرف الصحي للحي الأول والثاني والثالث بأطوال 60 كم، وشبكات (مياه – صرف – ري) لمنطقة 350 فدان ومنطقة 600 فدان بتكلفة 560 مليون جنيه.[22]

### الكهرباء والاتصالات
- يوجد بالمدينة محولات بطاقة 50 م. ف. ا مرحلة أولى، وشبكة كهرباء الجهد المتوسط والمنخفض وشبكة تليفونات بالحي الأول والثاني بتكلفة 320 مليون جنيه وشبكة كهرباء الجهد المتوسط والمنخفض وشبكة تليفونات للشريط النهري بتكلفة 50 مليون جنيه، وشبكة كهرباء الجهد المتوسط والمنخفض وشبكة تليفونات الحي الثالث بتكلفة 30 مليون جنيه وشبكة  كهرباء الجهد المتوسط والمنخفض وشبكة تليفونات عمارات الإسكان الاجتماعي بمنطقة 600 فدان بتكلفة 150 مليون جنيه.[9]
- يوجد بالمدينة شبكات اتصالات بطول (121) كيلومتر باستخدام أحدث التقنيات بوحدات (msan) وكوابل من الفايبر وشبكات اتصالات بطول (11) كيلو متر .

## وصلات خارجية
- صفحة المدينة على موقع هيئة المجتمعات العمرانية الجديدة